# عبدالحسین دیبا
سید عبدالحسین وکیل‌الملک دیبا (زاده ۱۲۶۸خ تبریز - درگذشته ۱۳۱۸خ ملایر) دیپلمات دوره قاجار، رئیس محاسبات دربار پهلوی و نماینده دوره هفتم و هشتم  مجلس شورای ملی بود.
پدرش تراب خاخن وزیر خلوت از مالکان عمده و اعیان آذربایجان بود و نزد مظفرالدین شاه قاجار جایگاه والایی داشت. برادرش ابوالفتح والاتبار (حشمت الدوله والاتبار) بود .  عموهایش نظام‌العلماء تبریزی، میرزا اسدالله خان ناظم‌الدوله و میرزا محمود خان علاءالملک از شخصیتهای بلندمرتبه بودند. تحصیلات خود را در تبریز آغاز کرد و در اروپا در رشته‌های علوم سیاسی و اقتصاد ادامه داد. پس از پایان تحصیلات، چند سال در پاریس اتاشه (وابسته) افتخاری بود. با بازگشت به ایران ابتدا در دربار پیشخدمت حضور همایونی شد. سپس به ریاست محاسبات سرکنسولگری ایران در تفلیس رسید. سمتهای بعدی‌اش رئیس محاسبات خزانه و کنسول در شهرهای باطوم، بادکوبه و ازمیر بود.
وکیل‌الملک پس از بازگشت به تهران، به خدمت در وزارت امورخارجه ادامه داد و سپس به وزارت مالیه منتقل و رئیس اداره امتیازات شد. با به پادشاهی رسیدن رضاشاه، عبدالحسین تیمورتاش که با دیبا سابقه دوستی داشت، وزیر دربار شد و او را هم به دربار برد و رئیس محاسبات دربار کرد. دیبا در انتخابات مجلس شورای ملی در سال ۱۳۰۷ به نمایندگی خوی، ماکو و سلماس انتخاب شد (دوره هفتم) و در دوره بعد نیز کرسی خود را حفظ کرد اما به کار در دربار ادامه داد. در دوره هفتم در جلسات مجلس شرکت فعال نداشت و در دوره هشتم نیز بندرت به مجلس رفت تا اینکه تیمورتاش مغضوب رضاشاه شد. دیبا هم به جرم رشوه گرفتن از امیر منصور اکبر پسر سپهدار رشتی جهت به نمایندگی رساندن او در مجلس، دستگیر و محاکمه و به ده ماه زندان انفرادی محکوم شد. دیبا را برای گذراندن دوران محکومیتش به زندان ملایر فرستادند اما پس از پایان یافتن دوره محکومیتش آزاد نشد و به فرمان رضاشاه به دست محمد کاظم جهانسوزی رئیس شهربانی ملایر در زندان کشته شد و در همان شهر هم به خاک سپرده شد.